# Alchemilla pedata
Alchemilla pedata é uma espécie de rosácea do gênero Alchemilla, pertencente à família Rosaceae.